# Teratosaurus
 Teratosaurus  („Monsterechse“) ist eine Gattung der Rauisuchidae, eine Gruppe ausgestorbener, fleischfressender Archosaurier. Seine fossilen Überreste sind aus Ablagerungen des europäischen Noriums (Obertrias, 216,5 bis 203,6 mya) bekannt. 
Dieser Rauisuchier hatte relativ lange und starke Arme. Die Hinterbeine hatten vier Zehen, wobei Teratosaurus nur auf drei Zehen lief, die vierte war reduziert und berührte den Boden nicht. Er wurde etwa sechs Meter lang und erreichte ein geschätztes Gewicht von etwa 700 Kilogramm.
Lange Zeit wurde Teratosaurus als theropoder Dinosaurier betrachtet. Dieser Irrtum entstand aufgrund von Ähnlichkeiten von Rauisuchiern und Dinosauriern.

## Weiterführende Literatur
- Michael J. Benton: The Late Triassic reptile Teratosaurus – a rauisuchian, not a dinosaur. In: Palaeontology. Bd. 29, Nr. 2, 1986, S. 293–301, Digitalisat (PDF; 535,71 KB).